# 天宫院站

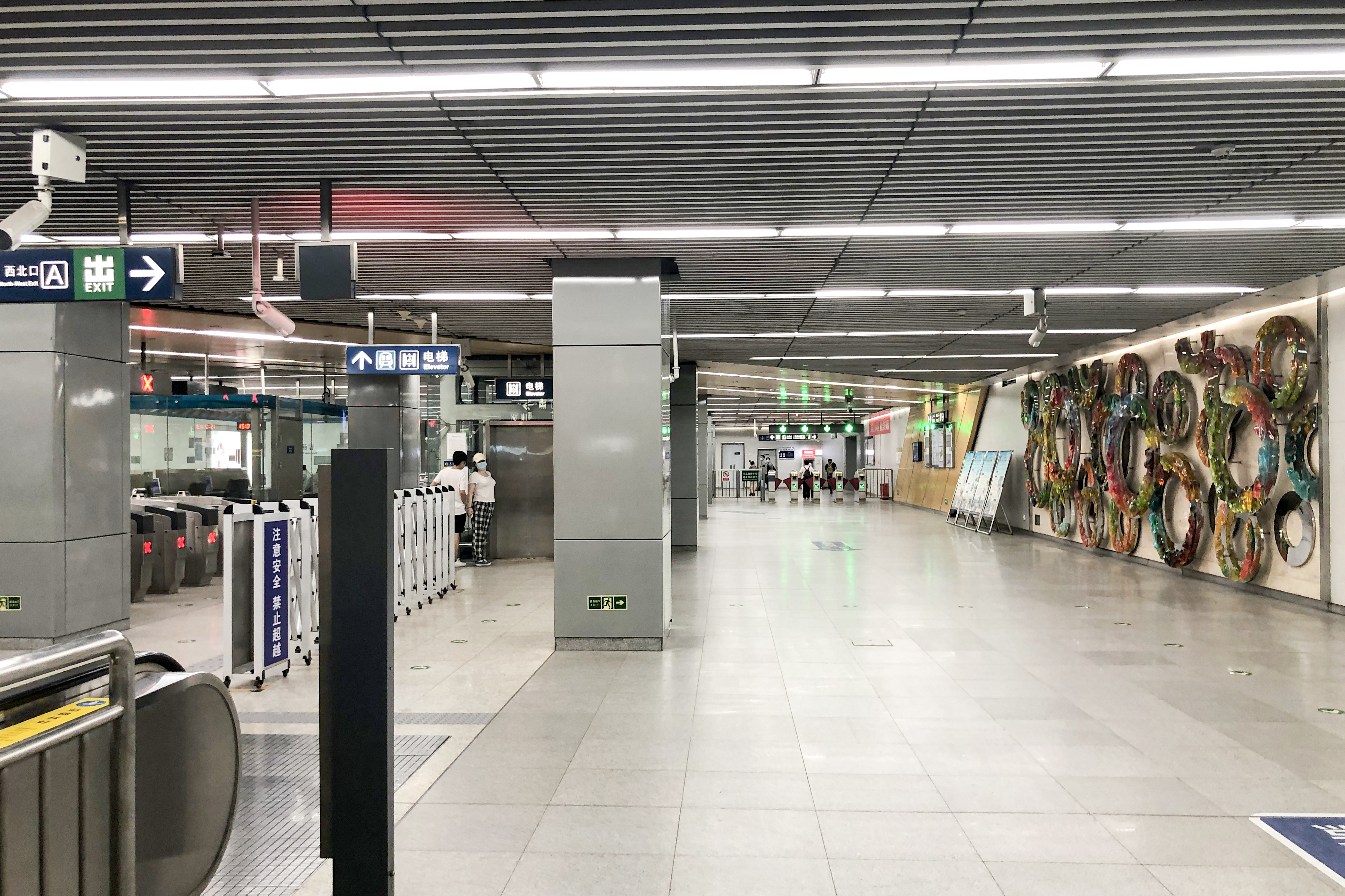
天宫院站站厅（2021年6月摄）

天宫院站是一个位于中国北京市大兴区天宫院街道新源大街、思邈路交叉口，属于北京地铁大兴线的地铁车站，2010年12月30日启用。

## 命名
天宫院站以天宫院村命名。《宛署杂记》载：天宫院在宛平县城南六十华里，旧名史家庄，由于金章宗驾幸该村打围举膳，改名天宫院。

## 位置及使用情况
天宫院站位于新源大街与天府路（现称“思邈路”）交汇处，西北方向为购物中心，东北、东南、西南方向均为住宅小区。
由于该站为大兴线最南端的站点，较多北漂人员选择在该站附近租住，此外该站亦有往来固安县的公交线路（2021年12月26日正式编号为940路）始发终到，将固安作为睡城的一些在京工作人士上班途中会乘坐该线前往本站，再转乘地铁前往北京市其他地区，每天通过这条公交专线往返固安与地铁天宫院站的乘客有三千至四千人次，也有一些乘客选择从固安拼车至本站。站外亦常有黑车揽客。

## 结构
该站为地下车站，岛式站台设计。设4个出入口：A（西北）、B（东北）、C（东南）、D（西南）。站外有7000平方米的P+R停车场。
| 地面层          | 地面                    | A-D出入口                                   |
| 地下一层 站厅层 | 站厅                    | 客务中心、自动售票机、进出站闸机            |
| 地下二层 站台层 |                         | █ 大兴线往安河桥北（4号线）（生物医药基地） |
| 地下二层 站台层 | 岛式站台，左側開门      |                                             |
| 地下二层 站台层 | █ 大兴线终点站 落客站台 |                                             |

## 出入口
|                       |                                  |                                 |      |            |
| 编号                  | 指示                             | 建议前往的目的地                | 照片 | 无障碍设施 |
| 出口 · A              | 新源大街（西侧）                 | 思邈路（北侧）、凯德MALL·天宫院 |      | 不適用     |
| 出口 · B              | 新源大街（东侧）、思邈路（北侧） |                                 |      | 不適用     |
| 出口 · C              | 新源大街（东侧）、思邈路（南侧） | 大兴区第六幼儿园                |      | 不適用     |
| 出口 · D · 升降机标志 | 思邈路（南侧）                   |                                 |      |            |
| 註： 設有             |                                  |                                 |      |            |

## 历史
本站在大兴线最初规划中称南兆路站，且最初规划为高架站，开工前改为地下站。2009年10月30日，本站在《轨道交通大兴线站名规划方案及说明》中改称天宫院站。
根据北京市政府相关部门要求，因疫情防控工作需要，本站自2021年1月20日首班车起，采取封闭停止运营措施。2021年2月10日上午10时起，因天宫院街道融汇社区已降为低风险地区，天宫院站恢复运营。